# Datong, Pengshui
Datong (kinesiska: 大同) är en köping i sydvästra Kina. Den ligger i Pengshui härad i storstadsområdet Chongqing,  omkring 190 kilometer öster om det centrala stadsdistriktet Yuzhong. Antalet invånare är 6 902. Befolkningen består av 3 357 kvinnor och 3 545 män. Barn under 15 år utgör 34 %, vuxna 15-64 år 57 %, och äldre över 65 år 8,0 %. Köpingen bildades 2013 genom ombildning av Xiaochang (小厂) socken.